# High Frame Rate
High Frame Rate, habitualment abreujat HFR i conegut en català com a imatge d'alta freqüència, és un format cinematogràfic alternatiu a la coneguda velocitat de gravació i de projecció 24p. Una de les propostes conegudes és la projecció a 48 fotogrames per segon (fps) a partir d'una càmera de cinema, que afegeix un fotograma entre les dues existents, reduint les preses borroses en projeccions progressives. Poden ser també per a generar una major profunditat de camp en preses àmplies (efecte blur) o reduir el desfasament temporal en preses amb moviment (efecte judder).
Thomas Alva Edison, inventor del cinetoscopi, considera que el mínim perceptible és a 46 quadres per segon; mentre que Peter Jackson, un dels cèlebres representants de la tècnica, va descriure la transició de les imatges durant les Declaracions al Festival de Cinema de Sundance en un exemple:
"Rodes a 48, projectes a 48 i obtens una il·lusió de la vida sorprenent. Un no s'adona com estroboscòpica i com titila (la imatge) amb 24 (fps). Un veu alguna cosa en 48 fps i es veu bonic. Sembla de la vida real. És increïble ".

## Història
En la història primerenca del cinema no hi havia una velocitat de projecció estàndard fixada. Això tenia a veure amb l'ús d'una manovella a la càmera en lloc d'un motor per a moure la pel·lícula, fet que generava velocitats d'enregistrament variables per la impossibilitat de mantenir manualment una velocitat perfectament uniforme en el gir de la manovella de la càmera. Després de la introducció del so sincronitzat a la gravació, els 24 fps es van convertir en la velocitat estàndard de captura i projecció de pel·lícules.
En la tecnologia cinematogràfica convencional es poden mencionar un parell d'exemples d'usos primerencs de velocitats d'enregistrament i reproducció més ràpides que l'estàndard: Showscan (1970), que utilitza pel·lícula de 70 mm a 60 fps, desenvolupat per Douglas Trumbull, i Maxivision 48 (1999), que utilitza un format de reproducció a 48 fps de pel·lícula de 35 mm.

### Imax 3D iEl Hobbit
Amb la fama d'utilitzar la tecnologia per a l'ús de pel·lícules a pantalla gegant, es va experimentar una variable als cinemes IMAX, l'IMAX HD. Consisteix en duplicar la quantitat de fotogrames sense realitzar altres canvis. La primera aparició va ser a l'Expo92 de Sevilla amb la pel·lícula canadenca Momentum. Una altra aparició va ser al parc temàtic Disney Califòrnia Adventure amb Soarin' Over California.
La trilogia de El Hòbbit de Peter Jackson, que va començar amb la pel·lícula "El Hòbbit: un viatge inesperat" al desembre de 2012, ha arribat a emprar una velocitat de gravació i de projecció de 48 fotogrames per segon, convertint-se en la primera pel·lícula d'àmplia difusió en fer-ho. Altres cineastes van intentar prèviament utilitzar un format HFR per a les seves produccions. Entre ells, James Cameron, a les seqüeles que està preparant per Avatar, i Andy Serkis, a la seva adaptació de "Rebel·lió a la granja" de George Orwell.
A la majoria de les sales, però, la pel·lícula va ser adaptada i projectada a l'estàndard de 24 fps a causa dels sobrecostos i dificultats tècniques. Per contra, la versió 3D de la segona part de la trilogia (El Hòbbit: la desolació de Smaug) sí que es va projectar en un nombre important en aquest format tant als Estats Units com a altres països.

### Era web i resolució 4K
A Youtube, la primera websèrie en aplicar aquest format va ser Video Game High School. Inicialment, es va presentar a la pàgina web de RocketJump, que va incorporar una freqüència mixta per a efectes especials. Irònicament, el vídeo va mantenir la limitació de mostrar-se a 30 fps fins al 2014, quan Google el va treure a vídeos d'alta freqüència per a emprendre's en videoblogs i animacions per computadora.
Segons el CEO de Starlight Runner Entertainment i amic de James Cameron, Jeff Gomez, considera que en un possible futur alguns moviments podran ser més notoris en pantalles d'alta resolució, especialment la resolució 4K.